# 36424 Satokokumasaki
Satokokumasaki (asteroide 36424) é um asteroide da cintura principal. Possui uma excentricidade de 0.11137980 e uma inclinação de 3.98306º.
Este asteroide foi descoberto no dia 3 de agosto de 2000 por BATTeRS em Bisei SG Center.